# Compétences orthographiques
Pour un article plus général, voir Compétences linguistiques.
 (septembre 2024).
Les compétences orthographiques sont la capacité de former, stocker et accéder aux représentations orthographiques des sons (phonèmes). Les langues varient considérablement dans la simplicité de leur notation des sons, ce phénomène est connu comme « la transparence des relations graphèmes – phonèmes ». Cette transparence a un impact direct sur la vitesse d'apprentissage de la lecture.

## Psychologie cognitive
On sait depuis les années 1990 que ces compétences orthographiques participent à l'acquisition de la lecture et à la bonne fluidité en lecture. En effet, connaître les relations graphèmes - phonèmes ne suffit pas à décoder de nombreux mots, ceux notamment considérés comme irréguliers (faisant référence à la notion de régularité orthographique). Ainsi, pour lire correctement les mots "oignon" ou "femme", exemples de mots irréguliers, il ne suffit pas de simplement décoder chacun des graphèmes constituant ces mots. Il faut aussi connaître l'orthographe de ces mots en particulier afin de savoir que le "e" de "femme" ne se prononce pas /ə/ mais /a/. Ces compétences orthographiques sont donc prédictrices, au même titre que les compétences phonologiques, notamment la conscience phonologique, d'une bonne lecture (cf travaux de Anne Cunningham). Voir également apprentissage de la lecture.
Cette connaissance de l'orthographe spécifique des mots pourrait s'appeler plus précisément compétences orthographiques lexicales (le terme lexical faisant référence aux mots).
Un autre type de compétences orthographiques a été examiné plus récemment dans la recherche en psycholinguistique: la sensibilité aux régularités orthographiques d'une langue (cf. travaux de Sébastien Pacton). Cela peut se définir comme la sensibilité aux structures orthographiques légales et typiques d'une langue. L'enfant acquiert par exemple des connaissances relatives à la position et l'identité des doubles consonnes. Par exemple, dès les premières étapes d'apprentissage de la lecture, un enfant comprend qu'une double consonne ne peut s'écrire en début de mot. Il pourra alors décider qu'un pseudo-mot (c'est-à-dire un faux-mot) de type "fappe" ressemble plus à un vrai mot qu'un pseudo-mot de type "ffape". Cette régularité de la langue est présente dans toutes les autres langues écrites, et elle n'est pas enseignée, elle est implicite. En plus de la connaissance implicite de la position légale des doubles consonnes, l'enfant développe également au cours de son apprentissage une sensibilité à l'identité des doubles consonnes. Il sera également plus enclin pour dire que "mappe" ressemble plus à un mot que le pseudo-mot "madde" dont le "d" n'est habituellement pas doublé en langue française.

## Apprentissage de l'orthographe

### Théories
Les modèles d'acquisition de la lecture tels que ceux de Uta Frith ou de Linnea Ehri décrivent un apprentissage en plusieurs étapes.
- Procédure logographique: implique un traitement visuel des mots (sans connaissances sur les lettres préalables). Ainsi, le jeune enfant peut reconnaître le mot "coca cola" sur les cannettes grâce aux caractéristiques physiques du stimuli caractéristiques.
- Procédure alphabétique: l'enfant acquiert l'alphabet (grâce à la scolarisation) et développe progressivement des correspondances phonème-graphème pour l'écriture et graphème-phonème pour la lecture. Ainsi, l'enfant francophone comprend que le son /a/ s'écrit majoritairement grâce au graphème "a". Il utilise donc principalement une procédure de décodage grapho-phonologique se basant sur ces conversions entre ces unités sublexicales orthographiques et phonologiques. À ce niveau, l'enfant devient capable d'écrire des mots réguliers tels que "car". Il peut cependant commettre des erreurs pour les mots irréguliers tels que "femme".

- Procédure orthographique: l'enfant acquiert progressivement un lexique orthographique et est capable de lire et écrire des mots sans passer par le décodage phonologique.

Ces modèles développementaux décrivent un apprentissage progressif dans lequel l'orthographe est initialement totalement reliée à la médiation phonologique, puis s'en dissocie afin de s'adapter aux mots irréguliers.

### Méthodes de recherche
David L. Share, chercheur en psycholinguistique, a tenté de comprendre exactement les processus qui sous-tendent l'apprentissage de l'orthographe . Il a développé une procédure afin d'étudier l'apprentissage de l'orthographe: il présente aux participants de ses études des textes dans lesquels un pseudo-mot (un faux-mot inventé tel que "laudein") est inséré. Le texte peut être présenté une seule ou plusieurs fois. Après la lecture du texte, différents tests sont proposés afin d'évaluer dans quelle mesure les participants ont appris l'orthographe des pseudo-mots. On demande aux sujets d'écrire le pseudo-mot sous dictée, ou bien de choisir entre ce pseudo-mot et un autre pseudo-mot prononcé de façon identique ("laudein" versus "laudain"). Ces tests permettent de mesurer le taux d'apprentissage de l'orthographe du pseudo-mot. Share a ainsi montré que des pseudo-mots pouvaient être appris après une seule exposition à ceux-ci (texte présenté une seule fois), dès l'âge de 6 ans. De plus, les scores d'apprentissage de l'orthographe étaient prédits par le score de ces participants en décodage phonologique.

## L'orthographe de différentes langues
La langue française présente plusieurs irrégularités (beaucoup moins cependant que l'anglais), et nécessite donc un effort d'apprentissage prolongé.
L'orthographe de la langue portugaise n'est pas strictement phonématique. Cela est dû à l'extension de la langue portugaise et à l'apparition de nombreuses variantes régionales et dialectales. La réforme globale de la langue portugaise a été lancée en 2009 afin d'éliminer 98 % des discordances d'orthographe entre les divers pays.
L'orthographe de la langue anglaise a un large degré de standardisation. Cependant, il y a plusieurs façons pour écrire presque tous les sons, et la plupart des lettres ont aussi plusieurs prononciations en fonction de leur position dans le mot et du contexte. C'est pourquoi certaines fautes d'orthographe sont courantes même parmi les locuteurs natifs. Cela s'explique principalement par le grand nombre de mots qui ont été empruntés à d'autres langues en l'absence d'expériences réussies de réformes orthographiques globales. En général, la plupart des règles d'orthographe ne reflètent pas les changements sonores qui se sont produits depuis la fin du 15e siècle (par exemple, Grand changement vocalique).
L'orthographe de la langue islandaise est fondée sur un principe étymologique, donc les Islandais eux-mêmes ont des difficultés à écrire,. L'alphabet islandais moderne est basé sur la norme établie par le linguiste danois Rasmus Rask.
Les grands principes de l'orthographe espagnole sont phonologique et étymologique, il existe donc plusieurs lettres qui désignent les mêmes phonèmes. Depuis le XVIIe siècle les différentes versions de réforme orthographique ont été proposées pour créer une correspondance biunivoque entre le graphème et le phonème, mais elles ont toutes été rejetées. La plupart des propositions actuelles de réforme de l'orthographe se limitent à la suppression des lettres homophones, qui sont conservées pour des motifs étymologiques.